# Социалистическая улица (Санкт-Петербург)
Социалисти́ческая у́лица — улица в Центральном районе Санкт-Петербурга. Проходит от Загородного проспекта до Боровой улицы.

## История
Первоначально — Кабинетская улица (с 1776 по 1822 год). Название дано по Кабинетскому двору.

На плане 1798 года в состав улицы входит участок от Боровой улицы до Обводного канала.

С 1821 года — Ивановская улица. Название дано по церкви Иоанна Предтечи (дом № 7, не сохранилась).

Современное название дано в октябре 1918 года в связи с годовщиной Октябрьской революции.

## Достопримечательности

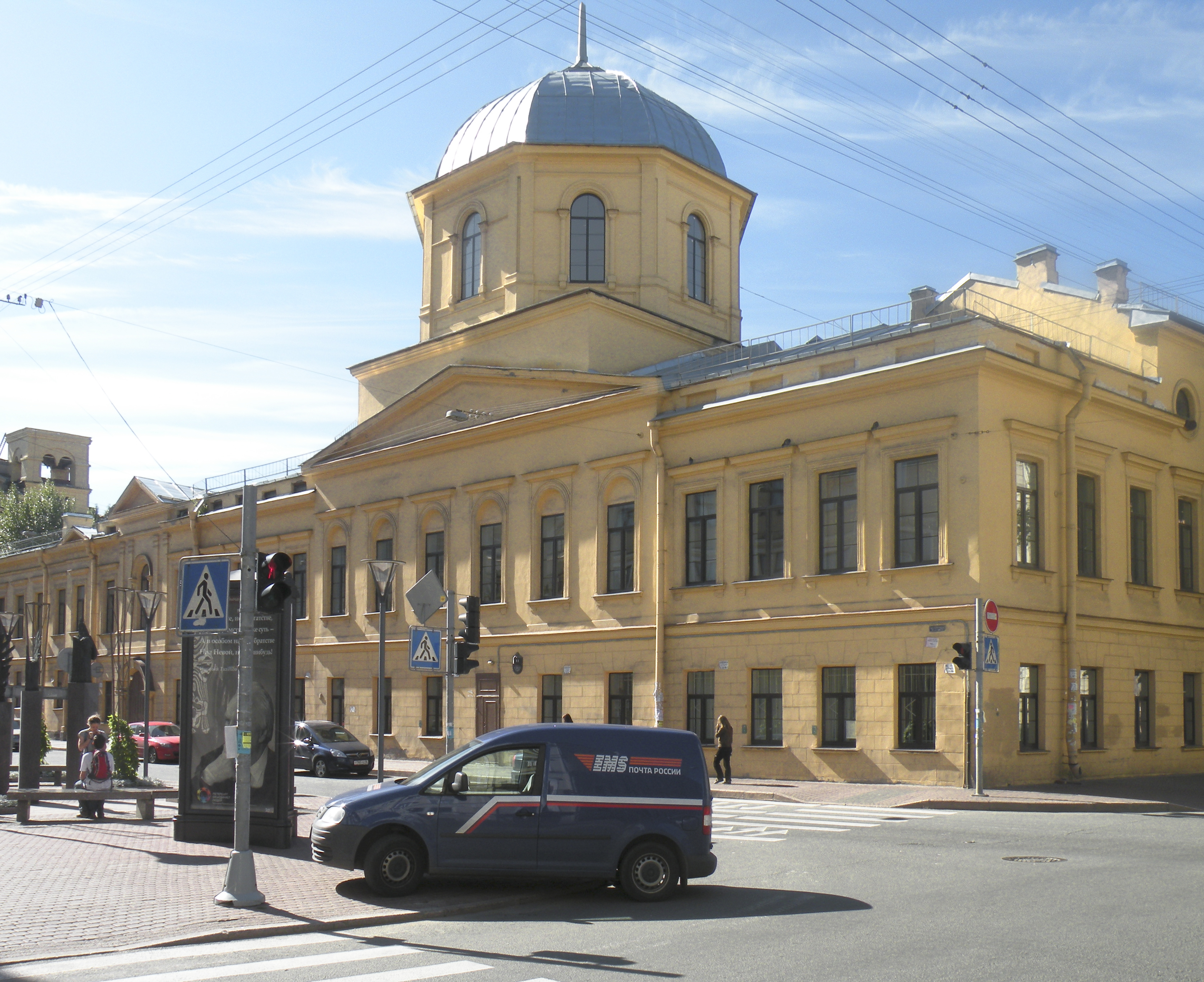
Здание бывшей 1-й гимназии с церковью Преображения Господня, 2009

- Дом 1  7831964000 — Доходный дом Н. Семёнова, 1832 г., арх. В. И. Беретти.
- Дом 7  7831966001 — бывшее Здание Благородного пансиона (Санкт-Петербургской Первой гимназии) с церковью Преображения Господня, современная школа № 321, 1820-е гг., перестроено в 1836—1837 гг., арх-р Николай Бенуа при участии Адриана Кокорева.
- Дом 8, литера А  7831965000 — Дом П. А. и В. П. Паниных, 1896 г., арх. Александр Иванов[2].
- Дом 14  7810660000 — дом и типография П. В. Березина (арх. Борис Гиршович, 1905—1906; позднее надстроен), где печатались первые номера газеты «Правда».
- Дом 16 — доходный дом, где в 1914 году жил Осип Мандельштам.
- Дом 20/65 — доходный дом, где в 1918 году жил Николай Гумилёв.
- Дом 21 — кондитерская фабрика имени Н. К. Крупской. Ныне фабрика не существует, её здания снесены и на их месте построен апарт-отель.